# Drymen
Drymen (schottisch-gälisch: Druiminn) ist ein Dorf mit 850 Einwohnern im Verwaltungsbezirk Stirling in Schottland. Es liegt westlich der Campsie Fells mit Blick auf den Ben Goyne im Osten und Loch Lomond im Westen. Der Queen Elizabeth Forest Park reicht bis an das Dorf. Das gesamte Gebiet ist Teil des Loch Lomond and the Trossachs National Park, dem ersten Nationalpark Schottlands.
Drymen ist eine der 42 Community Council Areas von Stirling.

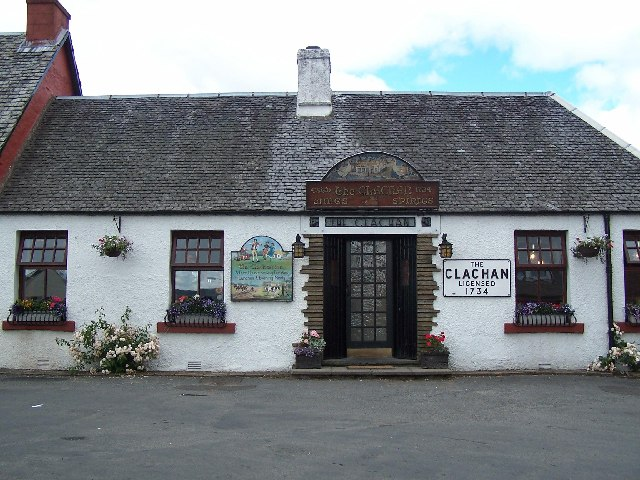
Der Pub The Clachan

Oftmals übernachten Wanderer des West Highland Way in Drymen. Es gibt einige Pubs und einen Supermarkt. Der Pub The Clachan in Drymen gibt an, der älteste Pub Schottlands zu sein und Familienverbindungen bis zu Robert Roy MacGregor zu haben.
Der Großteil der Bevölkerung pendelt zum Arbeiten nach Glasgow, der Rest arbeitet überwiegend in der Landwirtschaft. Jedes Jahr im frühen Sommer findet auf den Feldern am Fluss Endrick eine Landwirtschaftsschau statt.